# خيرية أحمد
خيرية أحمد (15 أبريل 1937 - 19 نوفمبر 2011)، ممثلة مصرية.

## عن حياتها
هي شقيقة الممثلة سميرة أحمد. بدأت مشوارها الفني عندما التحقت بفرقة المسرح الحر.
في الخمسينات قدمت برنامج ساعة لقلبك، ثم انضمت لفرقة ساعة لقلبك المسرحية، ثم فرقة إسماعيل ياسين. تنقلت بين الفرق المسرحية مثل فرقة أمين الريحاني وفرقة أمين الهنيدي وفرقة الكوميدي المصرية وقدمت مسرحيات عديدة. كما عملت بالسينما والتليفزيون وهي أرملة الكاتب يوسف عوف.

## أهم أعمالها السينمائية

خيرية أحمد في أحد أدوارها المعروفة في فيلم عريس مراتي

| - الفانوس السحري - احترسي من الرجال يا ماما - مصري (فيلم) - حماتي ملاك - الطريق المسدود - عطشانة - الرباط المقدس - إبن النيل - ملك البترول - حكم القوي | - قبلني في الظلام - اللي ضحك مع الشياطين - العيال نغم - جمعية قتل الزوجات - ساحر النساء - امرأة وشيطان - عريس مراتي | - خدني معاك - خدني بعاري - موعد مع الماضي - السيرك - صباح الخير يا زوجتي العزيزة - كباريه الحياة - عالم عيال عيال | - المشاغبين في الجيش - إحترسي من الرجال يا ماما - حبيبتي شقية جدا - غرام في الطريق الزراعي - مجانين بالوراثة - صائد النساء - شيلني وأشيلك | - أميرة حبي أنا - بمبة كشر - امرأة مطلقة - عطشانة - أخواته البنات - بحبك وأنا كمان - صايع بحر | - ظاظا - مفيش فايدة - على جنب يا أسطى |

## أهم أعمالها التلفزيونية
- فرح العمدة

| - عابر سبيل. - الهويس. - رحيل مع الشمس - ساكن قصادي. - العائلة. - أحلام سارة:2005 | - عائلة مجنونة جدا. | - أين قلبي. - صباح الخير ياجاري العزيز. - أحلام اليقظة. - المشاهد. - سوق الخضار. | - عفاريت السيالة. - العميل 1001. - ضحكات عصرية. - علي يا ويكا. - يوم عسل يوم بصل | - الحقيقة والسراب. - حدائق الشيطان. - سلطان الغرام. - فريسكا. - الزنكلوني | - أولاد الليل - في أيد أمينة. - من غير ميعاد. - ماما في القسم. - لدواعي أمنية |

## أهم أعمالها المسرحية
| - المغناطيس - مراتي بنت جن - الرضا السامي | - عبد السلام أفندي - العبيط - ممنوع الستات | - سفاح رغم أنفه - نمرة 2 يكسب - أختي سميحة | - طبق سلطة - نقطة الضعف - الطرطور | - كلام رجالة - القصيرين - مهرجان الحرامية |

## وفاتها
توفيت صباح يوم 19 نوفمبر 2011 بعد معاناة طويلة مع مرض السرطان.

## روابط خارجية
- خيرية أحمد على موقع الدهليز
- خيرية أحمد على موقع قاعدة بيانات الأفلام العربية
- خيرية أحمد على موقع ديسكوغز (الإنجليزية)